# Yazaki Sōgyō
Yazaki Sōgyō K.K. (jap. 矢崎総業株式会社, Yazaki Sōgyō Kabushiki kaisha, engl. Yazaki Corporation) ist ein aus Japan stammender Automobilzulieferer. Er fertigt Verkablungssätze, Steckverbinder, Anzeigen und Kombischalter.
Der heute nach IEC 62196 als SAE J1772 Typ1 genormte Ladestecker für Elektrofahrzeuge geht auf einen Entwurf der Firma aus 2009 zurück und wird vor allem bei japanischen Elektrofahrzeugen (Nissan Leaf, Mitsubishi i-MiEV), aber auch beim Chevrolet Volt bzw. Opel Ampera oder der französischen mia eingesetzt.
Die Unternehmensgruppe besteht aus 141 Tochterunternehmen (davon 45 in Japan) und beschäftigt weltweit in 45 Ländern 239.753 Mitarbeiter (davon 17.961 in Japan).
Zu den Kunden zählen BMW, General Motors, Mercedes-Benz, Ford, Toyota, Jaguar Land Rover, PSA, Nissan und Honda. Das Unternehmen beschäftigt in Europa und Afrika 43.360 Mitarbeiter, in Deutschland etwa 300 an den Standorten Leinfelden-Echterdingen, Regensburg, Brake (Unterweser) und Köln.
Das US-Justizministerium teilte am 30. Januar 2012 mit, dass es deutliche Preisabsprachen zwischen Automobilzulieferern aufgedeckt hat. Yazaki erklärte sich daraufhin bereit, eine Strafe von 470 Millionen US-Dollar zu zahlen, des Weiteren wurden vier leitende Angestellte mit Gefängnisstrafen bis zu zwei Jahren belegt.